# 12108 Jamesaustin
12108 Jamesaustin eller 1998 KJ48 är en asteroid i huvudbältet som upptäcktes den 22 maj 1998 av LINEAR i Socorro County, New Mexico. Den är uppkallad efter James Austin.
Asteroiden har en diameter på ungefär 10 kilometer.